# Villa Martellini
La Villa Martellini, costruita dai marchesi Mazzarosa all'inizio del XVIII secolo è situata in località Piano del Quercione, nel comune Massarosa, in Provincia di Lucca e sovrasta il complesso edilizio posto al centro della Fattoria di Campo Romano.

## Storia
Proprietà della famiglia Cenami fin dall'inizio del XVII secolo, la Fattoria di Camporomano venne acquistata, verso la metà del 1600, dal marchese Giovanni Mazzarosa.
Constava all'epoca dei terreni divisi in poderi con le relative case coloniche e di un edificio seicentesco, adibito in parte ad abitazione padronale ed in parte ad uso agricolo.
Nella seconda metà del '600 e nel corso della prima metà del '700, i Mazzarosa provvedevano ad opere di restauro del fabbricato preesistente ed alla costruzione della villa (oggi Villa Martellini), di vari annessi agricoli, fino alla attuale settecentesca configurazione.
E di quel periodo la costruzione del frantoio e l'inizio dei terrazzamenti che sulla collina dovranno ospitare gli olivi.
Nel 1801 la proprietà perviene per eredità alla famiglia Garzoni, già proprietaria del Castello e del Giardino di Collodi, che completa la villa con ulteriori interventi architettonici e definisce la struttura agricola con la sistemazione delle case coloniche ed il definitivo impianto dell'attuale uliveto.
Nel 1900, sempre per eredità, la fattoria perviene ad Emilia Garzoni sposata Parravicino, che la trasmette ai figli e da questi giunge ad Oretta Martellini, figlia di Maria Luisa Parravicino-Martellini.

## Descrizione
La villa presenta un edificio a pianta rettangolare realizzato su tre piani fuori terra; il tetto a padiglione è arricchito da una piccola torretta campanaria.
Caratteristici gli accessi al piano nobile, posti sulle facciate, per il tramite di due scale a due rampe contrapposte. La prima, sulla facciata principale, con il rispettivo terrazzo, poggia su di una volta in pietra e risale all'epoca della costruzione della Villa. La seconda, dal lato del "giardino chiuso", è sorretta da due colonne di pietra serena ed è stata realizzata al tempo del marchese senatore Giuseppe Garzoni che, nella seconda metà del XIX secolo, ebbe a commissionare nuove opere edilizie ed architettoniche, nel rispetto comunque dell'impronta settecentesca dell'edificio.
Fanno parte del complesso edilizio contiguo alla villa due edifici di notevole interesse. Uno, il più antico, identificato oggi come "la fattoria", è l'edificio seicentesco già esistente ai tempi della proprietà Cenami (inizi del XVII secolo). A pianta rettangolare e tetto a padiglione, si sviluppa su due piani fuori terra e sottotetto ed è caratterizzato da una pregevole torretta con orologio e sovrastanti campane. Comprende un piccolo oratorio settecentesco, la cappella. L'altro è un edificio sicuramente da sempre destinato ad usi agricoli e vi trovano posto il frantoio, il forno per il pane e vari magazzini. Sono evidenti le tracce dell'antica attività agricola nelle vecchie presse, negli orci di terracotta per il deposito dell'olio, così come nella identificazione del locale sovrastante il frantoio, ancora oggi denominato "il girabove". In detto locale, che è situato al primo piano ed al quale si accede attraverso una rampa lastricata a pietra senza scalini, veniva fatto salire un bove. L'animale, aggiogato ad una traversa che faceva fulcro sulla puleggia delle macine sottostanti e che lo costringeva ad una andatura circolare, costituiva con il suo movimento la forza motrice necessaria alla frangitura delle olive.
I due fabbricati sopra descritti presentano la tinteggiatura esterna a strisce orizzontali i cui colori, giallo e rosso, rispondono a quelli dell'arma gentilizia della famiglia Garzoni. 